# Brigada Nahal
La Brigada Nahal (en hebreu: חטיבת הנח"ל) és una de les principals brigades de les FDI. La brigada va ser creada en l'any 1948 per David Ben-Gurion, amb l'ajuda dels membres i els pioners del Palmah i el Lehi. La brigada d'infanteria Nahal va participar en la Guerra del Líban de 1982.
Des de la seva creació, la brigada ha estat a favor de la integració dels nous immigrants a Israel, mitjançant la seva participació en les seves files i la formació d'un grup de soldats entrenats. Molts voluntaris estrangers es van incorporar a la unitat.
Els soldats de la brigada es reconeixen per les seves gorres de color verd. La brigada està formada per tres batallons regulars i un batalló de reconeixement militar.
La unitat es desplega en els fronts més inestables, com la frontera siriana i libanesa en el nord, i la Franja de Gaza en el sud, i en els territoris palestins ocupats de Cisjordània. La Brigada Nahal va participar en totes les operacions militars importants des de la seva creació, especialment durant la Segona Intifada, la Guerra del Líban de 2006 i la Guerra entre Israel i Gaza de 2023.
L'objectiu de la unitat Nahal és oferir als soldats les habilitats militars necessàries per sobreviure en el modern camp de batalla, fundar noves comunitats, i fer possible l'establiment de bases militars, quibuts, moixav i pobles.
La brigada Nahal està formada per soldats que provenen de diferents moviments juvenils, membres del quibuts, voluntaris estrangers, i soldats que provenen del conjunt de la població israeliana. La majoria dels nous immigrants que son reclutats per l'Exèrcit s'incorporen a la brigada Nahal, això representa un primer pas per la seva integració en la societat israeliana.